# Albrecht Elzow
Albrecht Elzow († 14. November 1698 in Anklam) war ein deutscher Heraldiker und Genealoge. Sein „Pommerscher Adelsspiegel“ galt noch im 19. Jahrhundert als brauchbare Quelle zur Geschichte des Adels in Pommern.
Elzow gehörte dem Rat der Stadt Anklam an, wo er 1671 Ratssekretär und ab 1672 Kämmerer war. Albrecht Elzow sammelte genealogische Nachrichten und weitläufige Stammtafeln zur Geschichte der Adelsfamilien Pommerns. Das Material stammte meist direkt von den adligen Familien. Elzows Tod verhinderte die Veröffentlichung des von ihm verfassten Pommerschen Adelsspiegels. Die Ritterschaft Hinterpommerns erwarb den Teil des Originalmanuskripts für ihr Gebiet von Elzows Witwe für 100 Taler und bewahrte ihn im Ständehaus in Stettin auf. Laut Johann Carl Conrad Oelrichs soll der den vorpommerschen Landesteil umfassende Manuskriptteil ins Landesarchiv Schwedisch-Pommerns gekommen sein. Der tatsächliche Verbleib ist jedoch unbekannt. Im 19. Jahrhundert sollen mehrere Abschriften mit Nachträgen vorhanden gewesen sein. Heute befinden sich im Stadtarchiv Stralsund und im Landesarchiv Greifswald Exemplare des Adelsspiegels in den jeweiligen Handschriftensammlungen. Dabei ist unklar, ob es sich um Originale oder Abschriften handelt. Bei dem zweibändigen Stralsunder Exemplar (Hs 418/419) könnte es sich durchaus um das oben erwähnte Exemplar über den vorpommerschen Adel handeln, da in ihm nur vorpommersche Adelsgeschlechter behandelt werden und größere Teile des vorpommerschen Landesarchivs, d. h. des Archivs der Landstände, dort aufbewahrt werden. Die Exemplare im Landesarchiv Greifswald (Rep. 40 III, Nr. 75, 76 und 77) behandeln den Adel Vorpommerns (Nr. 75, Bd. 1 und 2), den Adel Pommerns (Nr. 76, Bd. 1 und 2) sowie der Länder Bütow und Lauenburg (Nr. 77).
Auszüge aus dem Manuskript wurden von Ludwig Wilhelm Brüggemann in seinem Werk „Ausführliche Beschreibung des Preußischen Vor- und Hinter-Pommern“ (1779 und 1784) und von Julius Theodor Bagmihl in seinem „Pommerschen Wappenbuch“ (1843–1855) wiedergegeben.